# Perilla de Castro (kommunhuvudort)
Perilla de Castro är en kommunhuvudort i Spanien.   Den ligger i provinsen Provincia de Zamora och regionen Kastilien och Leon, i den nordvästra delen av landet, 230 km nordväst om huvudstaden Madrid. Perilla de Castro ligger 726 meter över havet och antalet invånare är 219.
Terrängen runt Perilla de Castro är platt, och sluttar österut. Runt Perilla de Castro är det glesbefolkat, med 10 invånare per kvadratkilometer. Närmaste större samhälle är Carbajales de Alba, 12,8 km sydväst om Perilla de Castro. Omgivningarna runt Perilla de Castro är i huvudsak ett öppet busklandskap.